# 길종섭의 쟁점토론
《길종섭의 쟁점토론》은 KBS 1TV에서 방송되었던 심야 토론 프로그램이다.

## 관련 프로그램
- 엄경철의 심야토론
- 생방송 심야토론